# Microsoft Virtual PC

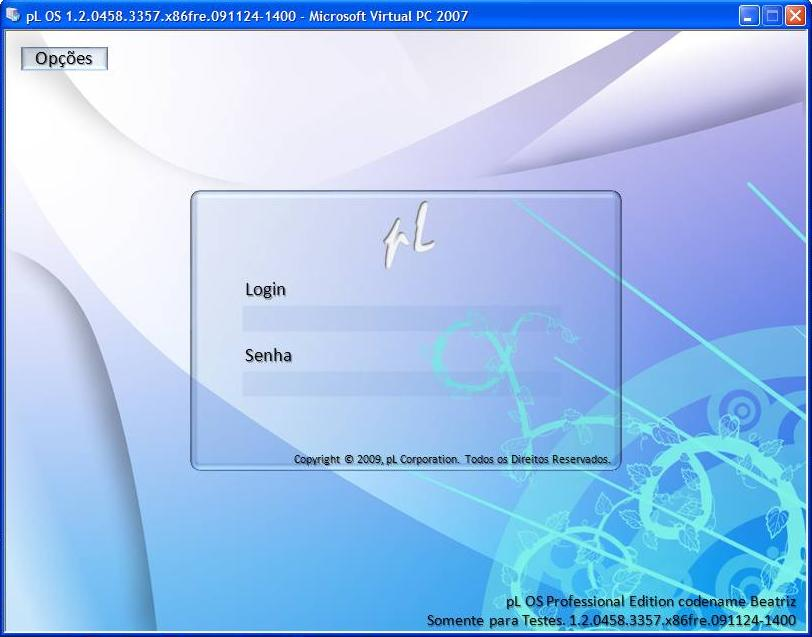
Imagem ilustrativa

O Windows Virtual PC (sucessor do Microsoft Virtual PC 2007, do Microsoft Virtual PC 2004 e do Connectix Virtual PC), da Microsoft, é um programa que emula um computador dentro do seu Windows. Assim sendo, em uma janela será possível abrir outro sistema operacional, como Windows, Linux, MS-DOS, e até criar um HD virtual, que será um arquivo salvo dentro da partição de seu Windows mesmo, podendo ser formatado com qualquer sistema de arquivos, sem interferir no sistema real. Resumindo, é possível usar um sistema FAT32, ReiserFS etc., dentro de um HD formatado em NTFS, por exemplo. O Virtual PC é muito útil para empresas, testes de vírus, aprendizado e para rodar sistemas antigos.
Assim sendo o usuário pode rodar Sistemas operacionais distintos e conectá-los através de um dispositivo de rede virtual que o instalador disponibiliza dentro de Painel de Controle -> Conexões de Rede (no caso de Sistemas Microsoft). O Virtual PC permite ainda  capturar ISO's de Instaladores de Sistemas Operacionais, rodá-las na forma de uma unidade de CD-ROM também virtual, instalar o S.O. a partir da ISO e, depois de instalado, ainda personalizar o S.O. realizando mais instalações de softwares de terceiros, o que facilita por exemplo verificar a migração de aplicações entre plataformas sem precisar de um segundo computador físico.
A partir do Windows 8, o Hyper-V substitui o Windows Virtual PC.

## Problemas
O Windows Virtual PC é um pouco limitado nas questões de rodar jogos 3D antigos nele, ou seja, a tela do aplicativo 3D fica descolorida, ou preto com amarelo.

## Várias Janelas
O Windows Virtual PC tem a possibilidade de executar vários sistemas operacionais ao mesmo tempo, sem um interferir no outro. Esta função é bem útil para comparar entre dois sistemas operacionais, etc.

## Console do  Windows Virtual PC
O Windows Virtual PC possui um console com cada sistema operacional instalado. Assim, você pode escolher qual sistema operacional que quer rodar.

## Imagem de discotambém pode ser usada no Virtual PC
O Windows Virtual PC também suporta Imagens de Disco para instalar sistemas operacionais antigos ou novos. Além disso,esta função é muito útil para instalar sistemas operacionais que, antigamente, necessitavam de disquetes para cada parte da instalação.  Simplesmente, a pessoa trocava de disquete procurando na pasta, a imagem de disco necessária para continuar a instalação.

## Fama
O Windows Virtual PC não é muito famoso por sua emulação de sistemas operacionais, graças ao VirtualBox, entre outros emuladores. O Virtual PC, por sua vez, também não muito famoso com sua simplicidade.

## Características do Virtual PC
O Windows Virtual PC é bem simples a primeira vista: o único formato suportado é o VHD. Além disso, o Software possui um Splash Screen Azulado quando está em execução; um console dizendo qual e o estado da máquina ao vivo. Também algumas de suas características é o modo que executa as máquinas: a janela possui um menu em cima e em baixo, uma barra de opções de boot.